# Via Tusculana
Via Tusculana (em italiano:  Via Tuscolana) é uma estrada medieval que ligava Roma a Túsculo (a moderna Frascati). Seu traçado original partia da Porta San Giovanni e seguia paralela à Via Ápia, que chegava até os Castelli Romani mais para o sul, como Ariccia e Albano. O aqueduto Água Feliz (1586) atravessava a Via Tuscolana num arco dedicado ao papa que patrocinou a obra, Sisto V, conhecido como Porta Furba. Perto dali, o papa também construiu uma fonte para os viajantes, reconstruída em 1723 pelo papa Clemente XII.
A estrada moderna, que parte da Piazza Sulmona e segue até Artena passando por Frascati, empresta seu nome ao quartieri Tuscolano, no quadrante sudeste da cidade, entre Cinecittà e Quadraro. A linha A do metrô de Roma segue, da estação Arco di Travertino até Anagnina, o trajeto da Via Tuscolana. 